# PRIDE Final Conflict Absolute
PRIDE Final Conflict Absolute  fue un evento de artes marciales mixtas producido por PRIDE Fighting Championships, celebrado el 10 de septiembre de 2006 en el Saitama Super Arena de Saitama.

## Cuadro de desarrollo
|  | Ronda Inaugural Total Elimination Absolute (5 de mayo) | Ronda Inaugural Total Elimination Absolute (5 de mayo) | Ronda Inaugural Total Elimination Absolute (5 de mayo) |                          |                           | Cuartos de final Critical Countdown Absolute (1 de julio) | Cuartos de final Critical Countdown Absolute (1 de julio) | Cuartos de final Critical Countdown Absolute (1 de julio) |  |                           | Semifinales Final Conflict Absolute (10 de septiembre) | Semifinales Final Conflict Absolute (10 de septiembre) | Semifinales Final Conflict Absolute (10 de septiembre) |  |                           | Final Final Conflict (10 de septiembre) | Final Final Conflict (10 de septiembre) | Final Final Conflict (10 de septiembre) |  |
|  |                                                        |                                                        |                                                        |                          |                           |                                                           |                                                           |                                                           |  |                           |                                                        |                                                        |                                                        |  |                           |                                         |                                         |                                         |  |
|  |                                                        |                                                        |                                                        |                          |                           |                                                           |                                                           |                                                           |  |                           |                                                        |                                                        |                                                        |  |                           |                                         |                                         |                                         |  |
|  | Bandera de Estados Unidos                              | Josh Barnett                                           | SUB                                                    |                          |                           |                                                           |                                                           |                                                           |  |                           |                                                        |                                                        |                                                        |  |                           |                                         |                                         |                                         |  |
|  | Bandera de Estados Unidos                              | Josh Barnett                                           | SUB                                                    |                          |                           |                                                           |                                                           |                                                           |  |                           |                                                        |                                                        |                                                        |  |                           |                                         |                                         |                                         |  |
|  | Bandera de Rusia                                       | Aleksandr Yemeliánenko                                 | 11:57                                                  |                          |                           |                                                           |                                                           |                                                           |  |                           |                                                        |                                                        |                                                        |  |                           |                                         |                                         |                                         |  |
|  | Bandera de Rusia                                       | Aleksandr Yemeliánenko                                 | 11:57                                                  |                          | Bandera de Estados Unidos | Josh Barnett                                              | SUB                                                       |                                                           |  |                           |                                                        |                                                        |                                                        |  |                           |                                         |                                         |                                         |  |
|  |                                                        |                                                        |                                                        |                          | Bandera de Estados Unidos | Josh Barnett                                              | SUB                                                       |                                                           |  |                           |                                                        |                                                        |                                                        |  |                           |                                         |                                         |                                         |  |
|  |                                                        |                                                        | Bandera de Nueva Zelanda                               | Mark Hunt                | 2:02                      |                                                           |                                                           |                                                           |  |                           |                                                        |                                                        |                                                        |  |                           |                                         |                                         |                                         |  |
|  | Bandera de Nueva Zelanda                               | Mark Hunt                                              | Bandera de Nueva Zelanda                               | Mark Hunt                | 2:02                      | TKO                                                       |                                                           |                                                           |  |                           |                                                        |                                                        |                                                        |  |                           |                                         |                                         |                                         |  |
|  | Bandera de Nueva Zelanda                               | Mark Hunt                                              |                                                        |                          |                           |                                                           |                                                           |                                                           |  |                           |                                                        |                                                        |                                                        |  |                           |                                         |                                         |                                         |  |
|  | Bandera de Japón                                       | Tsuyoshi Kohsaka                                       | 14:15                                                  |                          |                           |                                                           |                                                           |                                                           |  |                           |                                                        |                                                        |                                                        |  |                           |                                         |                                         |                                         |  |
|  | Bandera de Japón                                       | Tsuyoshi Kohsaka                                       | 14:15                                                  |                          |                           |                                                           |                                                           |                                                           |  | Bandera de Estados Unidos | Josh Barnett                                           | SD                                                     |                                                        |  |                           |                                         |                                         |                                         |  |
|  |                                                        |                                                        |                                                        |                          |                           |                                                           |                                                           |                                                           |  | Bandera de Estados Unidos | Josh Barnett                                           | SD                                                     |                                                        |  |                           |                                         |                                         |                                         |  |
|  |                                                        |                                                        | Bandera de Brasil                                      | Antônio Rodrigo Nogueira | 15:00                     |                                                           |                                                           |                                                           |  |                           |                                                        |                                                        |                                                        |  |                           |                                         |                                         |                                         |  |
|  | Bandera de Brasil                                      | Fabrício Werdum                                        | Bandera de Brasil                                      | Antônio Rodrigo Nogueira | 15:00                     | SUB                                                       |                                                           |                                                           |  |                           |                                                        |                                                        |                                                        |  |                           |                                         |                                         |                                         |  |
|  | Bandera de Brasil                                      | Fabrício Werdum                                        |                                                        |                          |                           |                                                           |                                                           |                                                           |  |                           |                                                        |                                                        |                                                        |  |                           |                                         |                                         |                                         |  |
|  | Bandera de los Países Bajos                            | Alistair Overeem                                       | 13:43                                                  |                          |                           |                                                           |                                                           |                                                           |  |                           |                                                        |                                                        |                                                        |  |                           |                                         |                                         |                                         |  |
|  | Bandera de los Países Bajos                            | Alistair Overeem                                       | 13:43                                                  |                          | Bandera de Brasil         | Fabrício Werdum                                           | 20:00                                                     |                                                           |  |                           |                                                        |                                                        |                                                        |  |                           |                                         |                                         |                                         |  |
|  |                                                        |                                                        |                                                        |                          | Bandera de Brasil         | Fabrício Werdum                                           | 20:00                                                     |                                                           |  |                           |                                                        |                                                        |                                                        |  |                           |                                         |                                         |                                         |  |
|  |                                                        |                                                        | Bandera de Brasil                                      | Antônio Rodrigo Nogueira | UD                        |                                                           |                                                           |                                                           |  |                           |                                                        |                                                        |                                                        |  |                           |                                         |                                         |                                         |  |
|  | Bandera de Brasil                                      | Antônio Rodrigo Nogueira                               | Bandera de Brasil                                      | Antônio Rodrigo Nogueira | UD                        | SUB                                                       |                                                           |                                                           |  |                           |                                                        |                                                        |                                                        |  |                           |                                         |                                         |                                         |  |
|  | Bandera de Brasil                                      | Antônio Rodrigo Nogueira                               |                                                        |                          |                           |                                                           |                                                           |                                                           |  |                           |                                                        |                                                        |                                                        |  |                           |                                         |                                         |                                         |  |
|  | Bandera de Brasil                                      | Zuluzinho                                              | 2:17                                                   |                          |                           |                                                           |                                                           |                                                           |  |                           |                                                        |                                                        |                                                        |  |                           |                                         |                                         |                                         |  |
|  | Bandera de Brasil                                      | Zuluzinho                                              | 2:17                                                   |                          |                           |                                                           |                                                           |                                                           |  |                           |                                                        |                                                        |                                                        |  | Bandera de Estados Unidos | Josh Barnett                            | 7:32                                    |                                         |  |
|  |                                                        |                                                        |                                                        |                          |                           |                                                           |                                                           |                                                           |  |                           |                                                        |                                                        |                                                        |  | Bandera de Estados Unidos | Josh Barnett                            | 7:32                                    |                                         |  |
|  |                                                        |                                                        | Bandera de Croacia                                     | Mirko Cro Cop            | SUB                       |                                                           |                                                           |                                                           |  |                           |                                                        |                                                        |                                                        |  |                           |                                         |                                         |                                         |  |
|  | Bandera de Croacia                                     | Mirko Cro Cop                                          | Bandera de Croacia                                     | Mirko Cro Cop            | SUB                       | TKO                                                       |                                                           |                                                           |  |                           |                                                        |                                                        |                                                        |  |                           |                                         |                                         |                                         |  |
|  | Bandera de Croacia                                     | Mirko Cro Cop                                          |                                                        |                          |                           |                                                           |                                                           |                                                           |  |                           |                                                        |                                                        |                                                        |  |                           |                                         |                                         |                                         |  |
|  | Bandera de Japón                                       | Ikuhisa Minowa                                         | 1:10                                                   |                          |                           |                                                           |                                                           |                                                           |  |                           |                                                        |                                                        |                                                        |  |                           |                                         |                                         |                                         |  |
|  | Bandera de Japón                                       | Ikuhisa Minowa                                         | 1:10                                                   |                          | Bandera de Croacia        | Mirko Cro Cop                                             | TKO                                                       |                                                           |  |                           |                                                        |                                                        |                                                        |  |                           |                                         |                                         |                                         |  |
|  |                                                        |                                                        |                                                        |                          | Bandera de Croacia        | Mirko Cro Cop                                             | TKO                                                       |                                                           |  |                           |                                                        |                                                        |                                                        |  |                           |                                         |                                         |                                         |  |
|  |                                                        |                                                        | Bandera de Japón                                       | Hidehiko Yoshida         | 7:38                      |                                                           |                                                           |                                                           |  |                           |                                                        |                                                        |                                                        |  |                           |                                         |                                         |                                         |  |
|  | Bandera de Japón                                       | Hidehiko Yoshida                                       | Bandera de Japón                                       | Hidehiko Yoshida         | 7:38                      | SUB                                                       |                                                           |                                                           |  |                           |                                                        |                                                        |                                                        |  |                           |                                         |                                         |                                         |  |
|  | Bandera de Japón                                       | Hidehiko Yoshida                                       |                                                        |                          |                           |                                                           |                                                           |                                                           |  |                           |                                                        |                                                        |                                                        |  |                           |                                         |                                         |                                         |  |
|  | Bandera de Japón                                       | Yosuke Nishijima                                       | 2:33                                                   |                          |                           |                                                           |                                                           |                                                           |  |                           |                                                        |                                                        |                                                        |  |                           |                                         |                                         |                                         |  |
|  | Bandera de Japón                                       | Yosuke Nishijima                                       | 2:33                                                   |                          |                           |                                                           |                                                           |                                                           |  | Bandera de Croacia        | Mirko Cro Cop                                          | KO                                                     |                                                        |  |                           |                                         |                                         |                                         |  |
|  |                                                        |                                                        |                                                        |                          |                           |                                                           |                                                           |                                                           |  | Bandera de Croacia        | Mirko Cro Cop                                          | KO                                                     |                                                        |  |                           |                                         |                                         |                                         |  |
|  |                                                        |                                                        | Bandera de Brasil                                      | Wanderlei Silva          | 5:26                      |                                                           |                                                           |                                                           |  |                           |                                                        |                                                        |                                                        |  |                           |                                         |                                         |                                         |  |
|  | Bandera de Japón                                       | Kazuyuki Fujita                                        | Bandera de Brasil                                      | Wanderlei Silva          | 5:26                      | KO                                                        |                                                           |                                                           |  |                           |                                                        |                                                        |                                                        |  |                           |                                         |                                         |                                         |  |
|  | Bandera de Japón                                       | Kazuyuki Fujita                                        |                                                        |                          |                           |                                                           |                                                           |                                                           |  |                           |                                                        |                                                        |                                                        |  |                           |                                         |                                         |                                         |  |
|  | Bandera del Reino Unido                                | James Thompson                                         | 8:25                                                   |                          |                           |                                                           |                                                           |                                                           |  |                           |                                                        |                                                        |                                                        |  |                           |                                         |                                         |                                         |  |
|  | Bandera del Reino Unido                                | James Thompson                                         | 8:25                                                   |                          | Bandera de Japón          | Kazuyuki Fujita                                           | 9:21                                                      |                                                           |  |                           |                                                        |                                                        |                                                        |  |                           |                                         |                                         |                                         |  |
|  |                                                        |                                                        |                                                        |                          | Bandera de Japón          | Kazuyuki Fujita                                           | 9:21                                                      |                                                           |  |                           |                                                        |                                                        |                                                        |  |                           |                                         |                                         |                                         |  |
|  |                                                        |                                                        | Bandera de Brasil                                      | Wanderlei Silva          | TKO                       |                                                           |                                                           |                                                           |  |                           |                                                        |                                                        |                                                        |  |                           |                                         |                                         |                                         |  |
|  | Bandera de Rusia                                       | Fiódor Yemeliánenko                                    | Bandera de Brasil                                      | Wanderlei Silva          | TKO                       | BYE                                                       |                                                           |                                                           |  |                           |                                                        |                                                        |                                                        |  |                           |                                         |                                         |                                         |  |
|  | Bandera de Rusia                                       | Fiódor Yemeliánenko                                    |                                                        |                          |                           |                                                           |                                                           |                                                           |  |                           |                                                        |                                                        |                                                        |  |                           |                                         |                                         |                                         |  |
|  | Bandera de ?                                           |                                                        | -                                                      |                          |                           |                                                           |                                                           |                                                           |  |                           |                                                        |                                                        |                                                        |  |                           |                                         |                                         |                                         |  |
|  | Bandera de ?                                           |                                                        |                                                        |                          |                           |                                                           |                                                           |                                                           |  |                           |                                                        |                                                        |                                                        |  |                           |                                         |                                         |                                         |  |
|  |                                                        |                                                        |                                                        |                          |                           |                                                           |                                                           |                                                           |  |                           |                                                        |                                                        |                                                        |  |                           |                                         |                                         |                                         |  |

1. ↑  Fiódor Yemeliánenko no pudo participar en el torneo debido a una lesión. Fue reemplazado por Silva.